# Flip G. Droste
Frederik Gerrit (Flip) Droste (Arnhem, 4 juli 1928 – Kessel-Lo, 13 juni 2020) was een Nederlands schrijver en publicist. Hij doceerde algemene taalwetenschap aan de Katholieke Universiteit Leuven en publiceerde tal van artikels en essays over (het ontstaan van de) taal, linguïstiek en semiotiek. Daarnaast is hij auteur van enkele historische romans.
Het werk van Droste is wetenschappelijk gefundeerd, maar de meeste van zijn publicaties zijn ook voor de leek begrijpelijk tot vlot leesbaar. Door zijn Nederlandse roots en zijn ervaring in Vlaanderen, vertolkte hij een genuanceerde visie over gelijkenissen en verschillen in het gebruik van het Nederlands in beide landen.
Na zijn emeritaat nam zijn literaire productie eerder toe dan af, zoals blijkt uit zijn literatuurlijst.
Droste werd 91 jaar oud en overleed in België.

## Enkele werken
- Historische romans:
  - Anna, vrouw van Justus Lipsius, Toonder's Studios, Diemen, 2006;
  - Het verhaal van de Kinderkruistocht, Aspekt, Soesterberg, 2004;
  - Het verraad aan de Meester (Dirk Bouts), Davidsfonds, Leuven, 2000;
  - De aanslag op Amsterdam: een kroniek uit de jaren 1534-1535, De Bezige Bij, Amsterdam, 1997.

- Over taal(evolutie):
  - De oorsprong van de taal, Katholieke Universiteit Leuven, Leuven, 2003;
  - Het neefje van de aap. De schokkende evolutie van de mens, Davidsfonds, Leuven, 2003;
  - Een wereld van woorden, Uitgeverij Klement, Kampen, 2002;
  - Denken en Spreken, De talige mens, Davidsfonds, Leuven, 1996;
  - Bij wijze van Spreken. Over taal, gedrag en communicatie, Ambo, Baarn, 1977;
  - Het taaldier mens. Een pamflet, Ambo, Baarn, 1974.

- Bibliothèque nationale de France: cb121412278 (data)
- Gemeinsame Normdatei: 136390250
- International Standard Name Identifier: 0000 0001 0877 9336
- Library of Congress Control Number: n81120163
- Nationale Bibliotheek van Israël: 987007459880905171
- Nederlandse Thesaurus van Auteursnamen: 068384025
- Système universitaire de documentation: 02987940X
- Virtual International Authority File: 22177591
- WorldCat: E39PBJqQyg7r87rVwv3hTdYF8C